# Élément entier
En mathématiques, et plus particulièrement en algèbre commutative, les éléments entiers sur un anneau commutatif sont à la fois une généralisation des entiers algébriques (les éléments entiers sur l'anneau des entiers relatifs) et des éléments algébriques dans une extension de corps. C'est une notion très utile en théorie algébrique des nombres et en géométrie algébrique. Son émergence a commencé par l'étude des entiers quadratiques, en particulier les entiers de Gauss.

## Définition
On fixe un anneau commutatif A.

Soit B une A-algèbre commutative (c'est-à-dire un anneau commutatif (unitaire) muni d'un morphisme d'anneaux {\displaystyle \phi :A\to B}). Un élément b de B est dit entier sur A s'il existe un polynôme unitaire à coefficients dans A s'annulant en b.

Exemples
- Lorsque A est un corps (commutatif), un élément est entier sur A si (et seulement si) il est algébrique sur A.
- Dans le corps {\displaystyle \mathbb {C} } vu comme une algèbre sur l'anneau {\displaystyle \mathbb {Z} } des entiers relatifs, les éléments entiers sont les entiers algébriques. Par exemple :
  - tout entier de Gauss {\displaystyle \alpha =a+\mathrm {i} b\in \mathbb {C} } avec {\displaystyle a,b\in \mathbb {Z} } et {\displaystyle \mathrm {i} } une racine carrée de –1, est entier sur {\displaystyle \mathbb {Z} }, car {\displaystyle \alpha } est annulé par le polynôme unitaire à coefficients entiers {\displaystyle X^{2}-2aX+(a^{2}+b^{2})} ;
  - les seuls entiers algébriques rationnels sont les entiers relatifs.
- Soient a un élément de A et B l'anneau quotient A[X]/(X2 – a). L'image de X dans B est entière sur A.
- Soient G un groupe fini d'automorphismes de A, et AG le sous-anneau des éléments de A fixes par tous les éléments de G. Alors, tout élément de A est entier sur AG[1].

On dit que B est entier sur A, ou que c'est une A-algèbre entière si tout élément de B est entier sur A. On dira aussi que {\displaystyle \phi :A\to B} est un morphisme entier ou que {\displaystyle A\to B} est une extension entière.
Contrairement au cas des extensions de corps, un morphisme d'anneaux {\displaystyle \phi :A\to B} n'est pas nécessairement injectif. Mais dire que b est entier sur A revient à dire que b est entier sur le sous-anneau {\displaystyle \phi (A)} de B. On peut donc toujours se restreindre aux morphismes injectifs. Mais il est plus commode de garder la définition du cas général (on peut ainsi dire qu'un morphisme surjectif est entier).

## Propriétés
On dit qu'un morphisme de A dans B est un morphisme fini s'il fait de B un A-module de type fini, autrement dit, s'il existe {\displaystyle b_{1},\ldots ,b_{n}\in B} tels que {\displaystyle B=b_{1}A+\ldots +b_{n}A.} On dit aussi que B est fini sur A.
Théorème — Les conditions suivantes sont équivalentes :
1. b est entier sur A,
2. A[b] est fini sur A (en tant que A-module),
3. il existe une sous-algèbre (unitaire) de B contenant b et finie sur A (en tant que A-module),
4. il existe un A[b]-module fidèle et de type fini en tant que A-module[2].

Corollaire 1 — L'ensemble des éléments de B entiers sur A est un sous-anneau de B contenant l'image de {\displaystyle \phi :A\to B}.
Corollaire 2 — 
Si B est entier sur A et si c est un élément entier sur B d'une B-algèbre, alors c est entier sur A. Ainsi, un anneau entier sur un anneau entier sur A est entier sur A.
- Si B est entier sur A, alors :
  - pour toute A-algèbre C, le produit tensoriel {\displaystyle B\otimes _{A}C} est entier sur C (par exemple : B[X] est entier sur A[X]) ;
  - si de plus C est entier sur A, alors {\displaystyle B\otimes _{A}C} est entier sur A.
- Si un polynôme de B[X] est entier sur A[X] alors ses coefficients sont entiers sur A[5],[6].

## Fermeture et clôture intégrales
D'après le corollaire 1 ci-dessus, l'ensemble des éléments de B entiers sur A est une sous-A-algèbre de B (c'est-à-dire un sous-anneau de B stable par la multiplication par A). Cet ensemble est appelé la fermeture intégrale de A dans B. 
Si A est intègre, sa fermeture intégrale dans son corps des fractions est appelée la clôture intégrale de A. En géométrie algébrique, cela correspond à la normalisation du schéma défini par A. Si A est égal à sa clôture intégrale, on dit que A est intégralement clos ou normal.
D'après le corollaire 2 ci-dessus, la fermeture intégrale de A dans une extension de son corps des fractions est toujours intégralement close. En particulier :
- la clôture intégrale de A est intégralement close ;
- l'anneau OK des entiers d'un corps K est intégralement clos, donc la clôture intégrale d'un anneau d'entiers algébriques est réduite à l'anneau des entiers de son corps des fractions.

Exemples
- L'anneau ℤ = Oℚ des entiers est intégralement clos, l'anneau ℤ[i] = Oℚ[i] des entiers de Gauss aussi. En fait tout anneau principal est intégralement clos.
- Plus généralement (cf. Lemme de Gauss) un anneau intègre à PGCD — en particulier un anneau factoriel — est intégralement clos (par exemple un anneau régulier, comme l'anneau de polynômes R[X1, … , Xn] à coefficients dans un corps ou anneau principal R).
- L'anneau Oℚ(√d) des entiers d'un corps quadratique ℚ(√d) est bien connu : voir « Entier quadratique ». Par exemple, Oℚ(√5) = ℤ[(1 + √5)/2] et Oℚ(√–2) = ℤ[√–2].
- La clôture intégrale de ℤ[t2, t3] est ℤ[t][7].
- Un anneau de valuation est intégralement clos ; une intersection d'anneaux de valuation aussi[8].

En fait, un anneau intègre est intégralement clos si et seulement si c'est une intersection d'anneaux de valuation pour son corps des fractions.
- Un anneau de Dedekind est intégralement clos (par définition).
- « Le passage aux anneaux de fractions commute à la fermeture intégrale : soit A un sous-anneau d'un corps K, et soit S une partie multiplicative de A ne contenant pas 0. Pour qu'un élément de K soit entier sur S−1A, il faut et il suffit qu'il soit de la forme a' / s où a'  est entier sur A, et où s appartient à S[10]. » En particulier :
  - si A est intégralement clos alors S−1A aussi ;
  - dans K, la fermeture algébrique du corps des fractions de A est égale au corps des fractions de la fermeture intégrale de A.

En théorie algébrique des nombres, on a par exemple fréquemment besoin de l'anneau des S-entiers d'un corps de nombres K, où S est un ensemble fini de nombres premiers. Il s'agit des éléments de K annulés par un polynôme unitaire à coefficients dans S–1ℤ, anneau des nombres rationnels dont le dénominateur n'est divisible que par les premiers de S (par exemple si S = {2, 3}, alors S–1ℤ est l'ensemble des fractions de la forme c/2a3b).

## Lien avec les extensions algébriques
Soient A un anneau intègre, K son corps des fractions et L une extension de K.
- Si un élément de L est entier sur A alors les coefficients de son polynôme minimal sur K sont entiers sur A.

- Si L est une extension finie de K et si B est la fermeture intégrale de A dans L, l'une des deux conditions suivantes suffit pour que B soit fini sur A :
  - l'extension est séparable, ou
  - A est une algèbre intègre de type fini sur un corps ou un anneau de Dedekind de caractéristique nulle.

(Il existe des contre-exemples dans le cas général).

## Applications à lagéométrie algébrique
Soit {\displaystyle \phi :A\to B} un morphisme entier.
- Les dimensions de Krull vérifient l'inégalité {\displaystyle \dim B\leq \dim A}.
- Le morphisme de schémas {\displaystyle f:{\rm {Spec}}B\to {\rm {Spec}}A} associé à {\displaystyle \phi } est fermé (c'est-à-dire qu'il envoie une partie fermée sur une partie fermée).
- Si de plus {\displaystyle \phi } est injectif, alors {\displaystyle f} est surjectif. Autrement dit, pour tout idéal premier {\displaystyle {\mathfrak {p}}} de A, il existe un idéal premier {\displaystyle {\mathfrak {q}}} de B tel que {\displaystyle {\mathfrak {p}}=\phi ^{-1}({\mathfrak {q}})}. De plus, {\displaystyle {\mathfrak {p}}} est maximal si et seulement si {\displaystyle {\mathfrak {q}}} est maximal. Enfin, on a l'égalité des dimensions {\displaystyle \dim A=\dim B}[11].